# Pseudeuchaeta acuticornis
Pseudeuchaeta acuticornis är en kräftdjursart som beskrevs av Markhaseva och Schulz 2006. Pseudeuchaeta acuticornis ingår i släktet Pseudeuchaeta och familjen Aetideidae. Inga underarter finns listade i Catalogue of Life.